# Вулиця Панаса Мирного (Мелітополь)
Ву́лиця Пана́са Ми́рного — вулиця в місті Мелітополь. Починається від проїзду з проспекту Богдана Хмельницького, закінчується на вулиці Івана Алексєєва. Розташована в історичному районі Піщане, неподалік від Піщанського струмка.
Складається з приватного сектору, покриття ґрунтове.

## Назва
Вулиця названа на честь українського письменника і драматурга Панаса Мирного (1849—1920).
Паралельно вулиці розташований однойменний провулок.

## Історія
Вулиця з'явилася наприкінці 1950-х років під час активної забудови району Піщане приватним сектором. В цей же час з'являються сусідні вулиці Генічеська, Ялтинська, Берегова.
7 жовтня 1959 міськвиконком ухвалив рішення про найменування прорізаної вулиці на честь українського письменника Панаса Мирного. Примітно, що розташована неподалік Вулиця Ляпидевського двома роками раніше також була перейменована на честь відомого українського літератора — Лесі Українки.

## Галерея

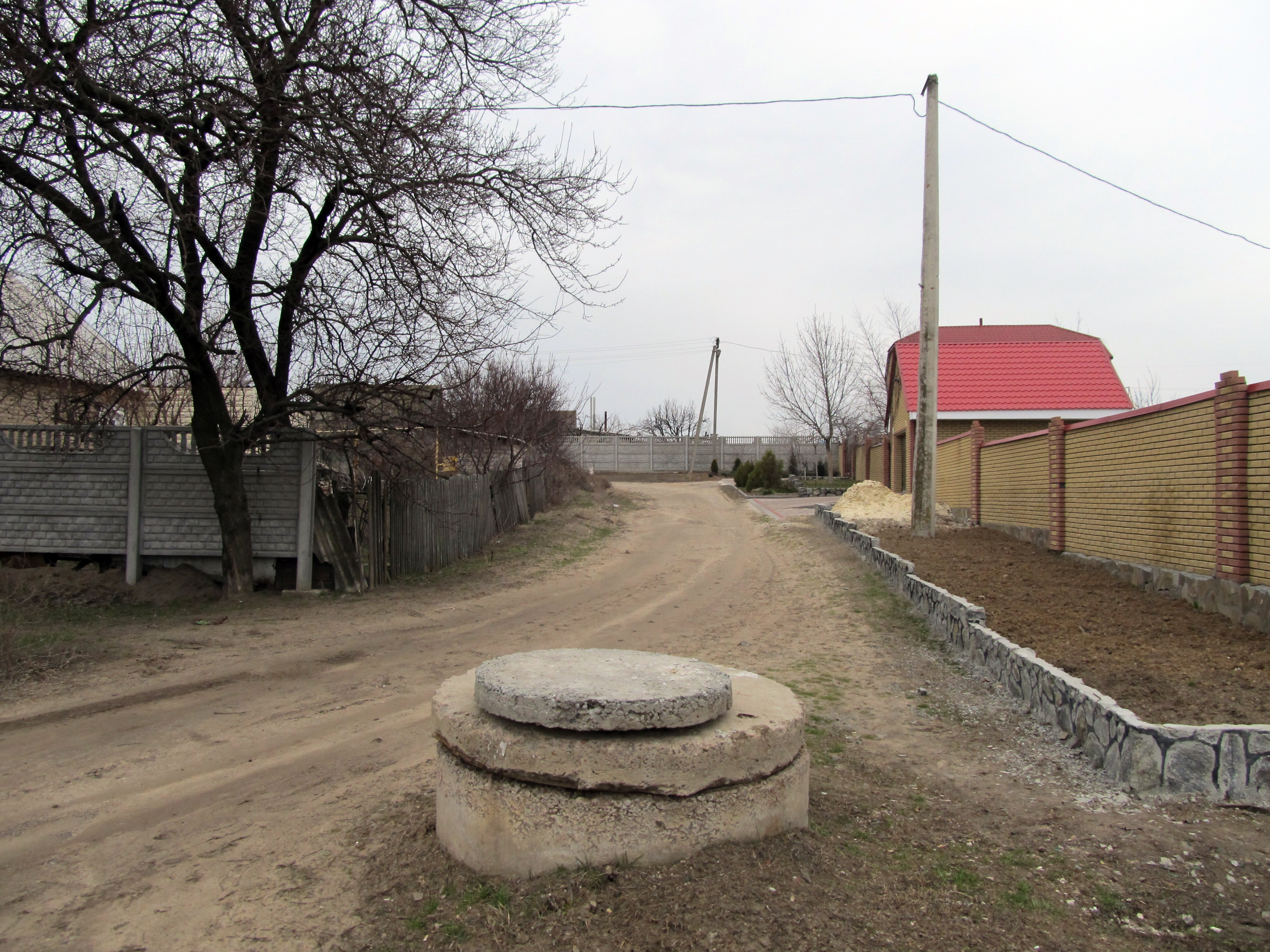
Початок з боку проспекту
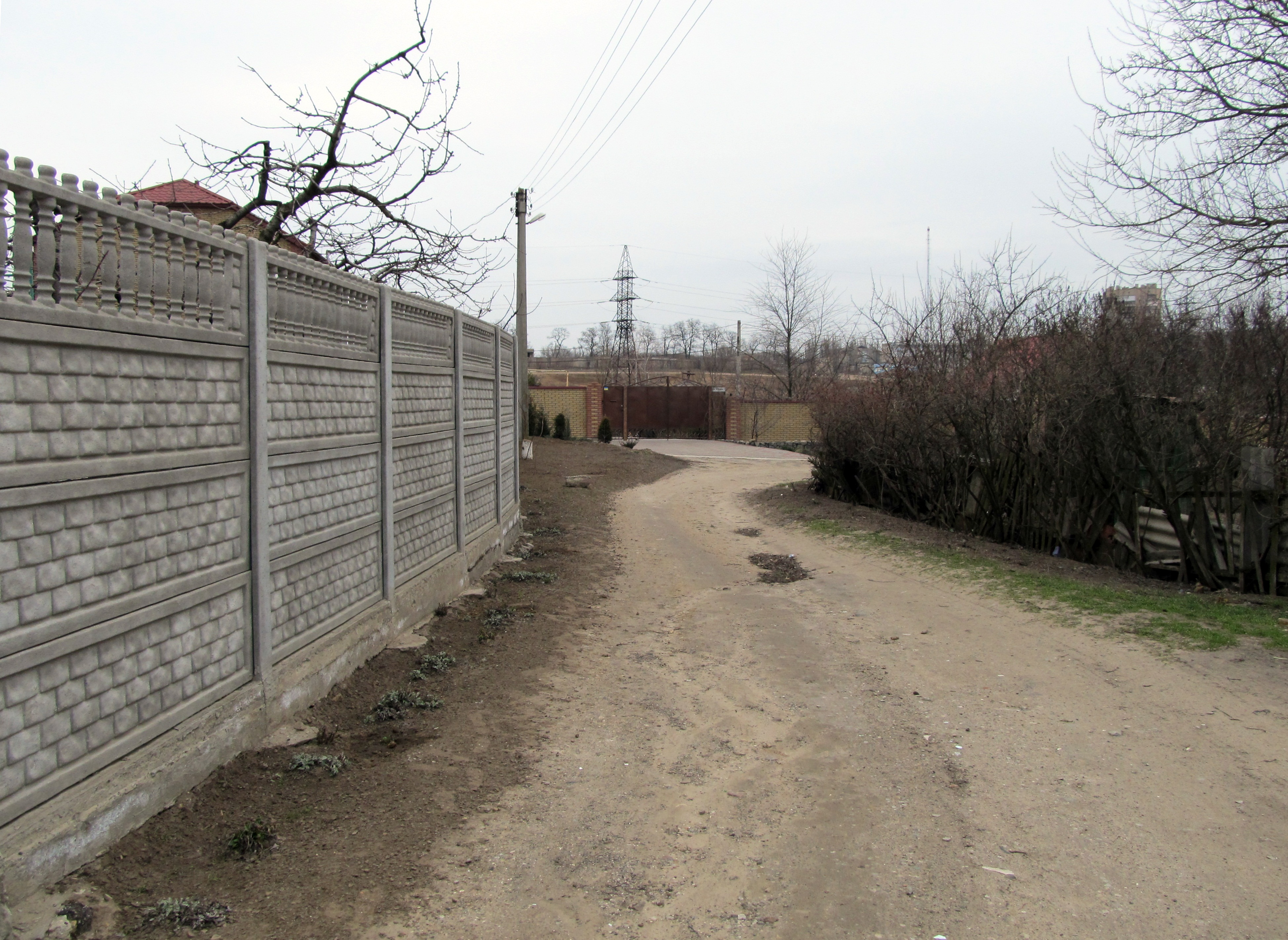
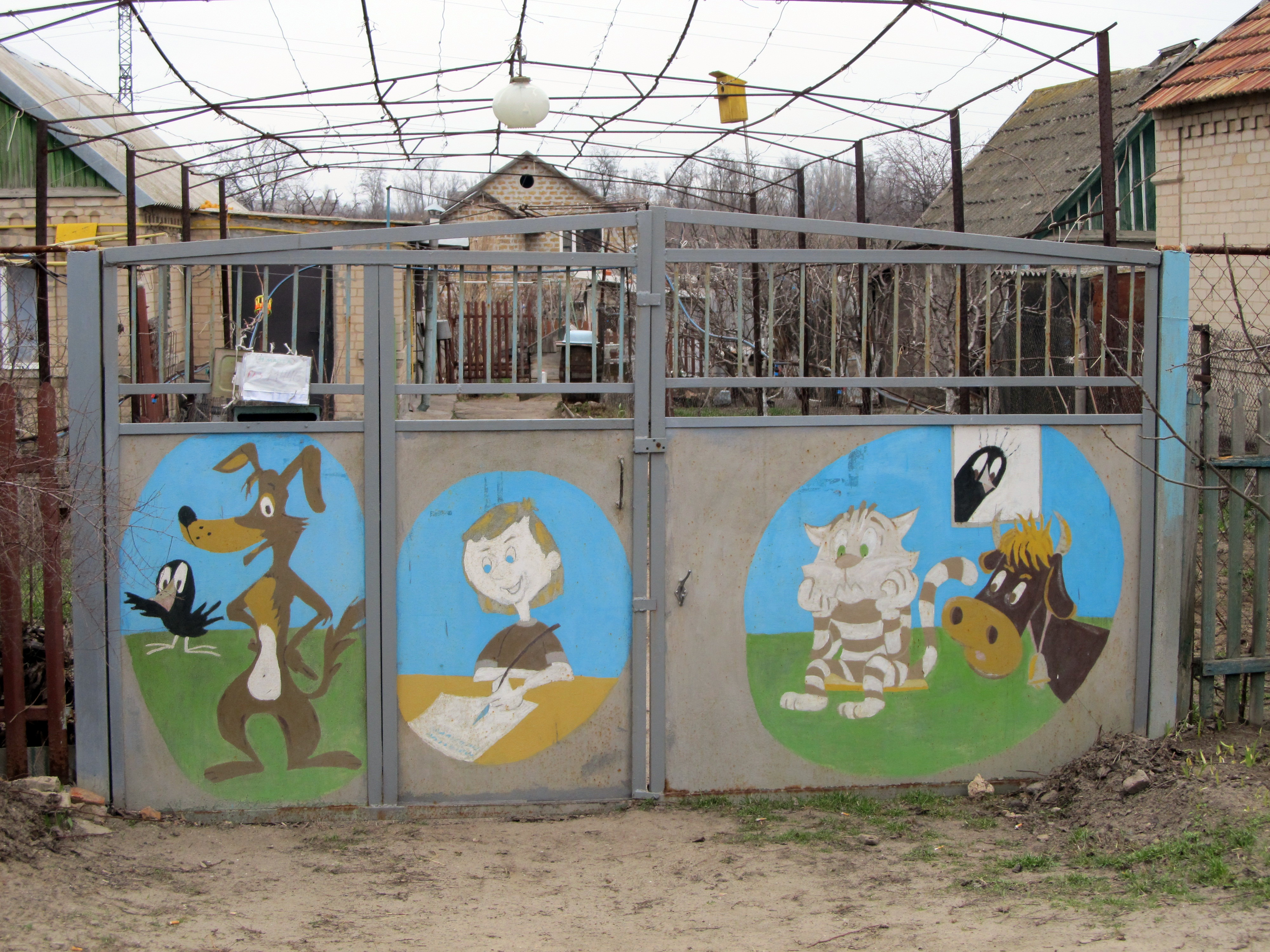
Оформлення воріт за мотивами радянських мультфільмів
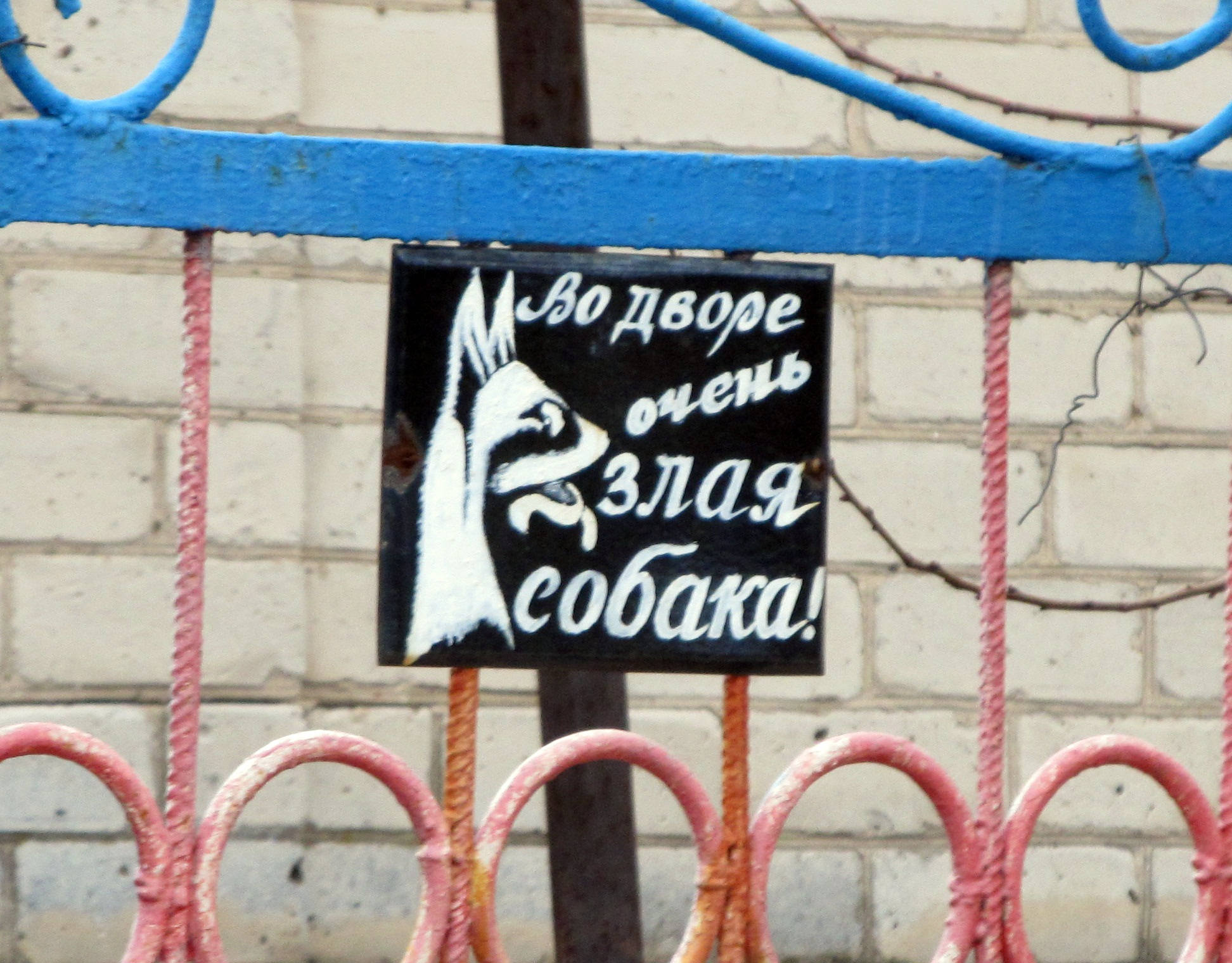
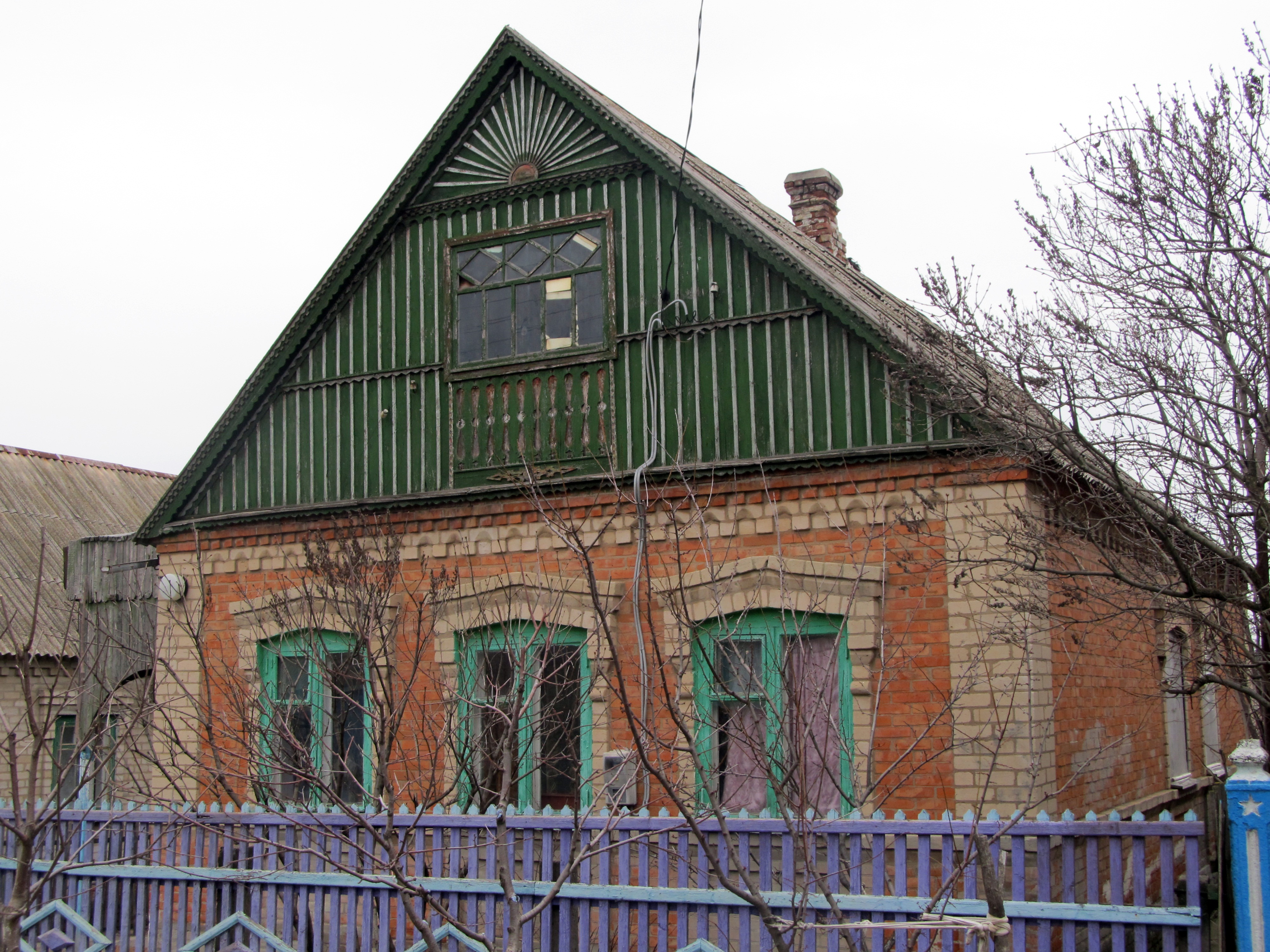
Житловий будинок
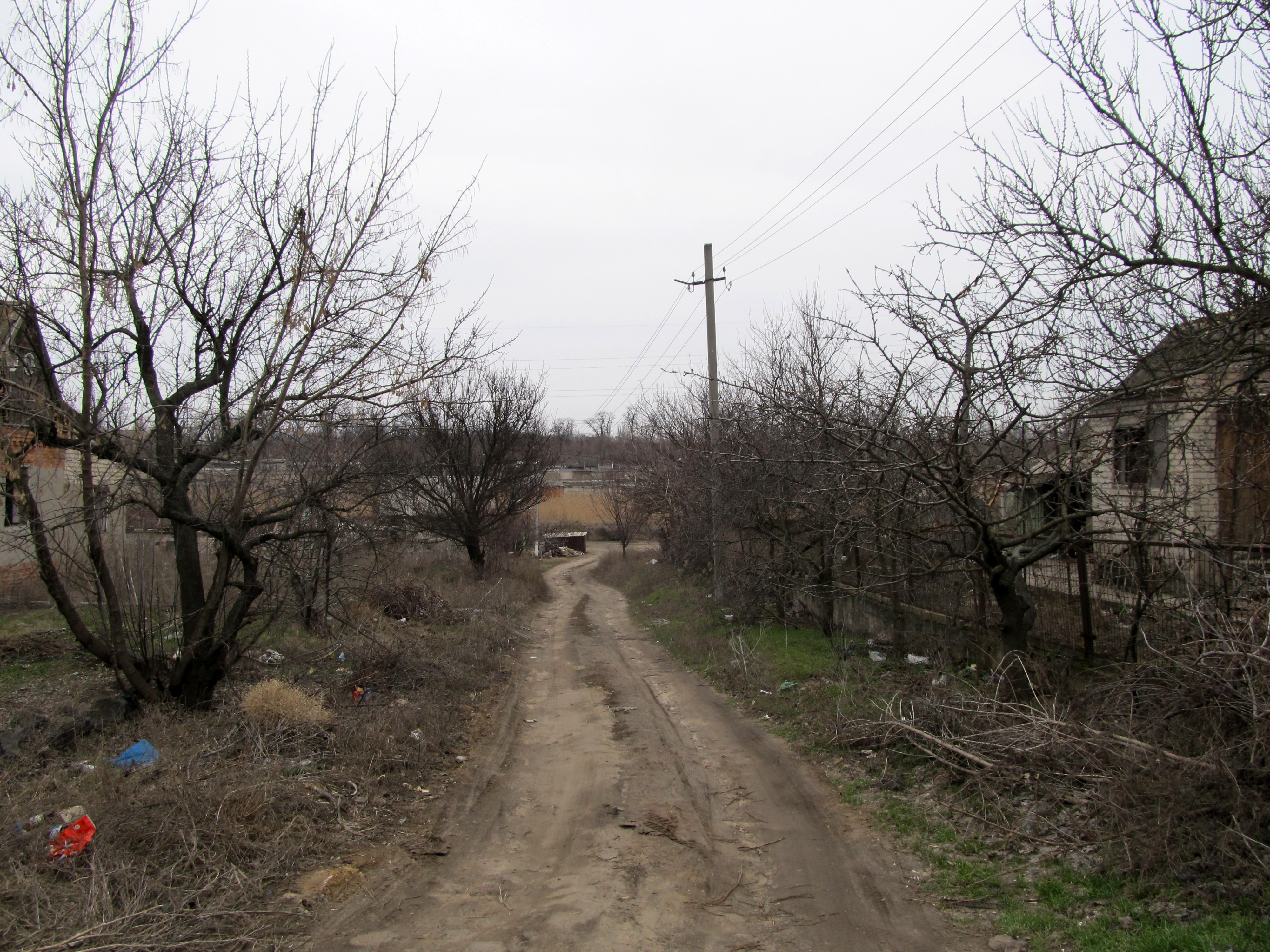
Прохід до Піщанського струмка
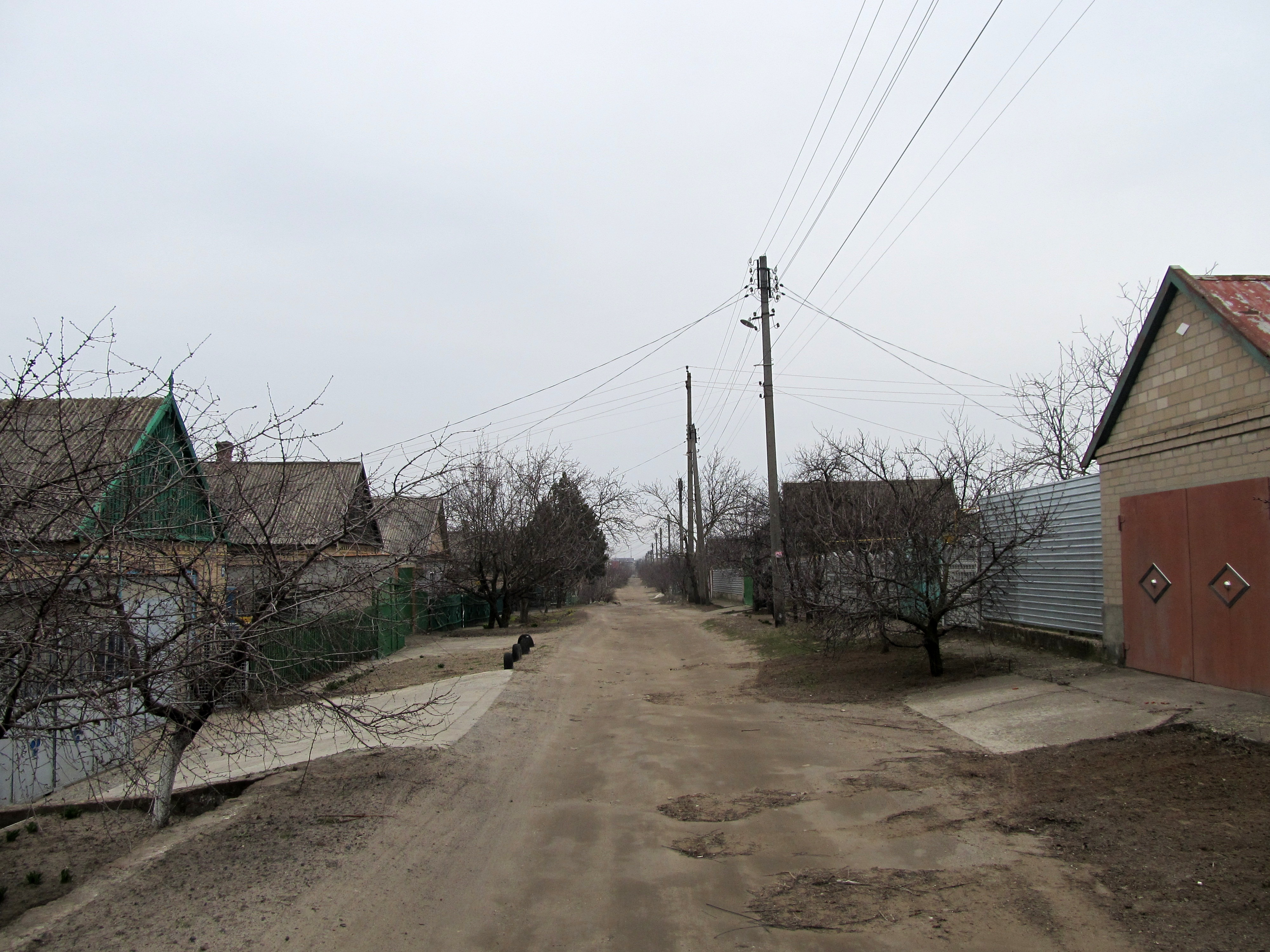
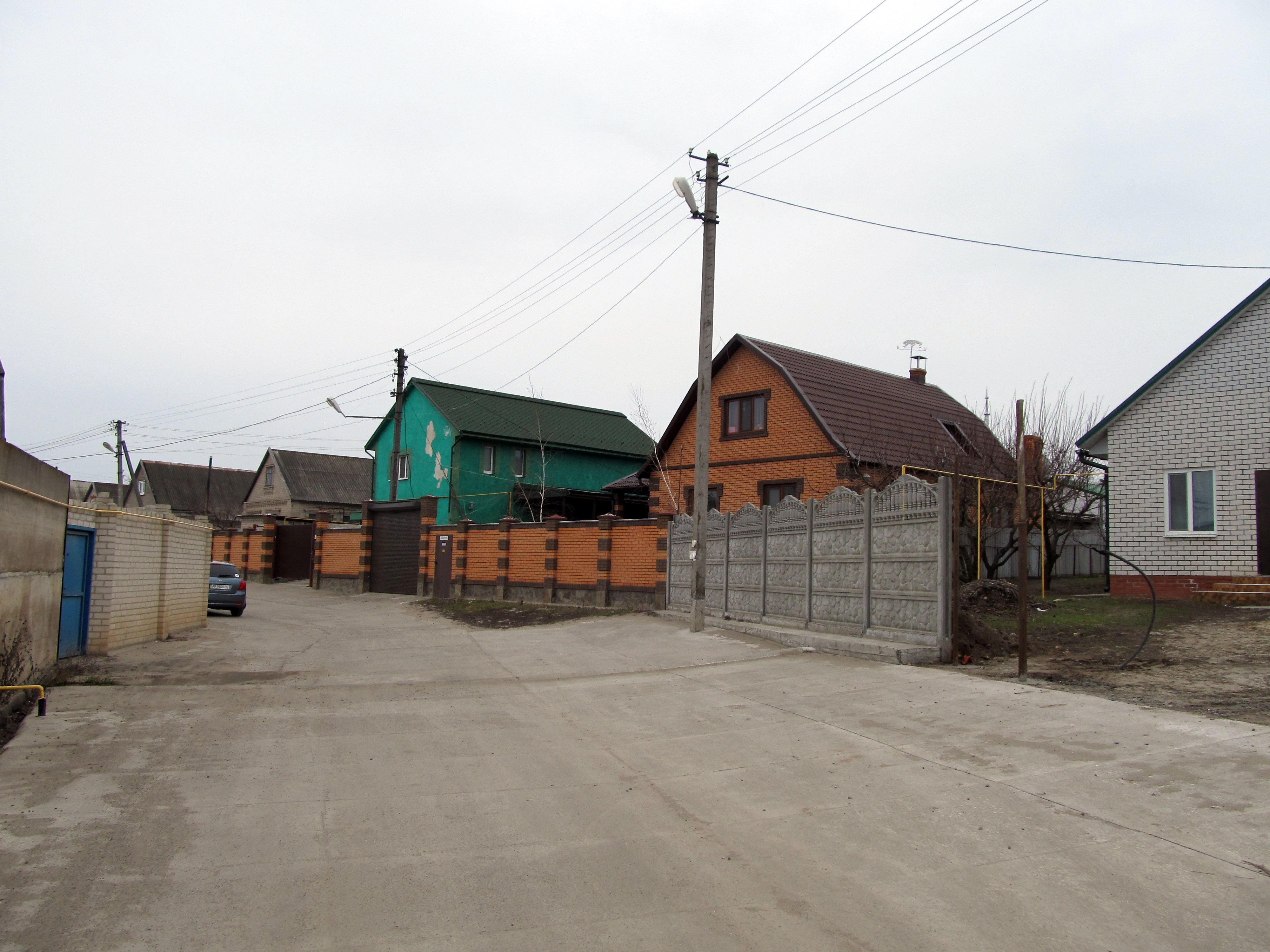
Початок з боку вул. Івана Алексєєва